# Plebejus gonzalezi
Plebejus gonzalezi är en fjärilsart som beskrevs av Ramon Agenjo Cecilia 1969. Plebejus gonzalezi ingår i släktet Plebejus och familjen juvelvingar. Inga underarter finns listade i Catalogue of Life.